# Никитин, Глеб Сергеевич
Глеб Сергеевич Никитин (род. 24 августа 1977, Ленинград) — российский государственный и политический деятель. Губернатор Нижегородской области с 26 сентября 2018 (врио 26 сентября 2017 — 26 сентября 2018). Секретарь нижегородского регионального отделения партии «Единая Россия» с 14 ноября 2019 года. Имеет федеральный государственный гражданский классный чин «Действительный государственный советник Российской Федерации 1-го класса».
За поддержку вторжения России на Украину и причастность к депортации украинских детей находится под санкциями стран Евросоюза и ряда других государств

## Биография
Родился 24 августа 1977 года в Ленинграде. История как минимум четырёх поколений семьи связана с Ленинградом. Дед, Георгий Борисович Петухов, подростком пережил блокаду:
Ему было 13—15 лет, работал на заводе токарем. Причём до станка он не доставал, поэтому ему ставили ящик, чтобы был повыше. Был ранен осколком — не на фронте, а прямо в городе, когда возвращался с работы домой. На заводе работал и его отец.
После войны Георгий Борисович Петухов выучился на математика, преподавал в Военно-космической академии имени А. Ф. Можайского, стал её почётным профессором, получил звание Заслуженного работника науки РФ.
Отец по окончании ВКА служил в военной части, обеспечивавшей работу подмосковного Центра управления полетами, потом вернулся в академию. Был старшим научным сотрудником, возглавлял исследовательский центр, преподавал (специализация — система наведения в баллистике, управление космическими аппаратами).
Мать также была военнослужащей и работала младшим научным сотрудником ВКА имени А. Ф. Можайского.
В детстве Глеб Никитин занимался плаванием, дзюдо, стрельбой. С 13 лет увлёкся политикой. Школу окончил с двумя четвёрками — по русскому языку и литературе.

### Образование
1999 год — Санкт-Петербургский государственный университет экономики и финансов по специальности «Финансы и кредит» с отличием.
2004 год — юридический факультет Санкт-Петербургского государственного университета по специальности «Юриспруденция».
2008 год — Российскую академию государственной службы при Президенте Российской Федерации по специальности «Государственное и муниципальное управление».
2012 год — с отличием окончил программу MBA бизнес-школы Колумбийского университета и Лондонской школы бизнеса.
2016 год — сертификация в Российской ассоциации управления проектами СОВНЕТ, сертифицированный директор проектов IPMA, уровень А.
2007 год — диссертация на соискание учёной степени кандидата экономических наук на тему «Управление эффективностью организации в интересах собственника» в Финансовой академии при правительстве РФ.
Владеет иностранными языками.

### Профессиональная деятельность
1999—2004 — Комитет по управлению городским имуществом Санкт-Петербурга. Занимал должности ведущего специалиста, начальника отдела, начальника Управления распоряжения государственной собственностью. Курировал вопросы управления организациями с государственным участием, корпоративного управления, приватизации, проводил анализ финансово-хозяйственной деятельности предприятий.
2004 — начальник Управления имущества организаций коммерческого сектора Федерального агентства по управлению федеральным имуществом.
2007 — заместитель руководителя Федерального агентства по управлению федеральным имуществом.
2008 — заместитель руководителя Федерального агентства по управлению государственным имуществом.
2011 — исполняющий обязанности руководителя Федерального агентства по управлению государственным имуществом.
За время работы в Росимуществе реализовал ряд крупнейших проектов. В частности, участвовал в успешной продаже 10 % ВТБ в начале 2011 года.
Представлял интересы Российской Федерации как акционера предприятий. Обеспечивал разработку и внедрение в практику работы государственных органов межведомственного портала взаимодействия государственных органов, предприятий и членов органов управления акционерных обществ. Принимал активное участие в реализации реформы системы управления организациями с государственным участием, разработке и внедрении новых инструментов и институтов в области корпоративного управления.
Активно участвовал в крупнейших публичных размещениях акций российских компаний, в том числе IPO ОАО «НК „Роснефть“» в 2006 году и приватизации акций ОАО «ВТБ» в 2011 году. Обеспечивал реализацию проектов создания вертикально интегрированных структур на базе компаний с государственным участием, формирование ОАО «Объединённая судостроительная корпорация» и ОАО «Объединённая авиастроительная корпорация». В 2007—2012 годах участвовал в реализации крупнейших сделок по слиянию и поглощению, в том числе ОАО «АК „Транснефть“» и ОАО «Транснефтепродукт», ОАО «Совкомфлот» и ОАО «Новошип» и других.
Являясь членом советов директоров, представлял интересы государства в таких крупнейших российских компаниях, как «Роснефть», «Транснефть», ОАО «РАО „ЕЭС“», ОАО «Аэрофлот», ОАО «НПК „Уралвагонзавод“», ОАО «Концерн ВКО „Алмаз-Антей“», ОАО «РКК „Энергия“», ОАО «Совкомфлот», ОАО «Алроса» и др.
2012 — заместитель министра промышленности и торговли Российской Федерации.
2013 — первый заместитель министра промышленности и торговли Российской Федерации.
Курировал вопросы планирования, реализации и бюджетного обеспечения государственных программ, государственной политики в области имущественных отношений, включая подготовку ежегодных планов (программ) приватизации федерального имущества организаций, корпоративной политики в сфере деятельности Министерства, информационных систем проектного управления, формировал и реализовал государственную политику в сфере государственного регулирования внешнеторговой деятельности и участия Российской Федерации во Всемирной торговой организации и Евразийской экономической комиссии, контролировал разработку мер государственной поддержки экспорта конкурентоспособной продукции российских производителей, координировал работу по внедрению принципов наилучших доступных технологий, обеспечивал деятельность по применению мер нетарифного регулирования, координировал заместителей министра по вопросу взаимодействия со странами и международными экономическими, отраслевыми и региональными организациями.
Входил в состав коллегии Военно-промышленной комиссии Российской Федерации и являлся представителем Правительства Российской Федерации в Российской трёхсторонней комиссии по регулированию социально-трудовых отношений. Организовывал взаимодействие с наблюдательным советом Государственной корпорации «Ростех» и Фондом развития промышленности (ФГАУ «РФТР»).
Реальное производство — это базис для экономики, без него экономика обречена на постоянную зависимость от конъюнктурных явлений. Повышение внимания к реальному сектору представляется мне одним из главных трендов мировой экономики и экономической политики развитых стран последних лет. Промышленность — залог развития во всех сферах.
Координировал работу и давал поручения по вопросам государственной политики в сфере развития и использования информационных технологий в государственном управлении, а также внедрения информационных технологий в деятельность Министерства; технического регулирования, стандартизации, метрологии и обеспечения единства измерений; подготовки технических регламентов; формирования системы подтверждения качества российской продукции; внешнеэкономических отношений в сфере технических регламентов и стандартов; экологии и защиты окружающей среды; мониторинга ситуации на рынке труда и занятости населения. Продвигал принципы Открытого правительства в практику Министерства промышленности и торговли. Принимал участие в развитии отечественной композитной отрасли и в вопросе импортозамещения в России. По его инициативе получили развитие методы проектного управления, повышающие эффективность промышленных предприятий.
Выступил одним из разработчиков законопроектов «О промышленной политике» и «О стандартизации в Российской Федерации», представлял их перед депутатами Государственной думы РФ. Принял участие в разработке концепции Фонда развития промышленности и необходимых правовых актов для организации его работы. Законопроект был принят Государственной думой 16 декабря 2014 года, а уже 31 декабря 2014 года президент В. В. Путин подписал Федеральный закон «О промышленной политике в Российской Федерации» № 488-ФЗ.

## Глава Нижегородской области
26 сентября 2017 года указом президента России назначен временно исполняющим обязанности губернатора Нижегородской области «до вступления в должность лица, избранного губернатором Нижегородской области».
21 декабря 2017 года вступил в партию «Единая Россия».
9 сентября 2018 года был избран губернатором Нижегородской области, набрав 67,75 % голосов. 26 сентября вступил в должность главы региона.
Во время избирательной кампании Глеб Никитин отказался от мигалки на служебном автомобиле, а также попросил начальников областного ГИБДД отменить машину сопровождения, высказав мнение, что «неэтично нарушать правила, обгонять, люди и так злые, зачем ещё сильнее раздражать?»
По оценкам Центра информационных коммуникаций «Рейтинг», составившего «Национальный рейтинг губернаторов» за март-апрель 2019 года на основании опроса и анкетирования большого числа экспертов, аналитиков и политологов вошёл в десятку лучших губернаторов страны.
В июне 2019 года привёз резной наличник с исторического дома в Нижнем Новгороде на Петербургский международный экономический форум (ПМЭФ). Этому наличнику 170 лет, и он был объявлен символом сохранения старины на форуме. Губернатор и ещё более 40 гостей ПМЭФ, включая министра культуры РФ Владимира Мединского, приняли участие в специальной церемонии по раскрашиванию наличника.
С 2 августа 2019 по 27 января 2020 и с 21 декабря 2020 — член президиума Государственного Совета Российской Федерации.

### Основные направления на посту главы региона

#### Стратегия социально-экономического развития Нижегородской области
В конце 2017 года Глеб Никитин инициировал разработку стратегии социально-экономического развития Нижегородской области. Проект Стратегии был передан главе Нижегородской области 3 мая 2018 года. В разработке приняли участие более 400 человек из 18 экспертных групп.
30 августа 2018 года Глебу Никитину была передана итоговая версия документа. Для подготовки Стратегии было проведено 39 территориальных сессий, в которых приняли участие жители всех городов и районов области. Также проект Стратегии развития прошёл профессиональную экспертизу в ходе сессий отраслевого типа. Всего состоялось 15 отраслевых стратсессий. 500 тысяч жителей региона внесли более 5000 предложений и около 3000 инициатив в драфт документа. Около 1000 из них нашли отражение в итоговом тексте, который был вынесен на всенародное обсуждение.
9 сентября 2018 года в единый день голосования проголосовать за проект Стратегии развития региона смог каждый житель Нижегородской области. 94 % участников выборов поддержали проект Стратегии развития.
21 декабря 2018 года правительство Нижегородской области утвердило Стратегию социально-экономического развития региона. Проект Стратегии был согласован федеральными органами власти.
25 декабря 2018 года на Нижегородской ярмарке Глеб Никитин представил общественности утверждённую Стратегию социально-экономического развития Нижегородской области, которая станет основополагающим документом региона на ближайшие 17 лет. Документ содержит флагманские проекты, затрагивающие все сферы жизни: «Забота о благополучии каждого»; «Благоприятные условия для жизни и семьи»; «Колыбель талантов, лидеров и неравнодушных граждан»; «Лучшие условия для компаний»; «Внутренняя эффективность компаний в экономике»; «Развитие рынков сбыта»; «Трансформация управления ресурсами, задействованными в экономике»; «Эффективная работа правительства»; «Комфортно жить везде».
В интервью ТАСС Глеб Никитин рассказал о своём отношении к традиционным народным промыслам, которые сохраняются в Нижегородской области. Он выразил мнение, что городецкая и полховско-майданская росписи по дереву, казаковская филигрань, павловская художественная ковка, городецкая золотая вышивка, чкаловский гипюр, балахнинские кружева и многое другое — «драгоценное наследие». Но особое место принадлежит хохломской росписи, которой исполнилось около 400 лет, и, по мнению губернатора, «другое такое богатство трудно отыскать в мире!».

#### Программа «Команда правительства»
25 апреля 2018 года в Москве президент России В. В. Путин провел встречу с выпускниками программы развития кадрового управленческого резерва, получившими назначения на должности временно исполняющих обязанности губернаторов ряда субъектов Российской Федерации. Во встрече принял участие глава Нижегородской области Глеб Никитин. Глава региона доложил Президенту о запуске в регионе новой кадровой программы и планах по созданию в регионе центра по повышению производительности труда.
14 мая 2018 года в Нижнем Новгороде Глеб Никитин презентовал работу региональной программы по открытому отбору высокоэффективных управленцев «Команда Правительства». Как было заявлено, с помощью этого проекта будут отбираться кандидаты на ведущие должности в государственные и муниципальные органы власти, а также формироваться кадровый резерв. Адрес портала: www.hr.government-nnov.ru.

Самое главное — этот портал дает возможность любому активному гражданину, неравнодушному жителю Нижегородской области, да и всей страны, заявить о себе, предложить свои идеи, свои услуги для работы в Правительстве Нижегородской области, в муниципальных образованиях, соответствующих структурах.
В 2018 году с помощью программы «Команды правительства» прошли конкурсы на должности министра культуры и министра экологии Нижегородской области.

#### Проект «Эффективная губерния»
16 мая 2018 года дан старт региональному проекту по повышению производительности труда «Эффективная губерния» в ходе первого федерального форума «Производительность 360». Нижегородская область стала одним из семи пилотных регионов, которые начали реализацию приоритетной программы по повышению производительности труда. Для реализации проекта был создан совместный проектный офис с ГК «Росатом». В основе проекта — внедрение «бережливых технологий» на промышленные предприятия, в государственные и муниципальные органы власти, в работу учреждений образования и здравоохранения.
10 декабря 2018 года в ходе визита в регион министра промышленности и торговли РФ Дениса Мантурова Глеб Никитин сообщил, что к 2024 году планируется вовлечь в проект около 200 нижегородских предприятий. По итогам 2018 года производительность труда на отдельных предприятиях повысилась в 12 раз.

#### Работа на федеральном уровне
10 сентября 2018 года Глеб Никитин вошёл в состав комиссии Правительства РФ по модернизации экономики и инновационному развитию.
28 декабря 2018 года Глеб Никитин возглавил рабочую группу Государственного совета России по экологии.

Основным направлением деятельности группы определена совместная работа, направленная на достижение целей, показателей и результатов федеральных проектов в составе национального проекта «Экология». В ходе работы группы будут обсуждаться актуальные темы в сфере экологии, в том числе анализ правоприменительной практики, выявление лучших практик и подготовка предложений по совершенствованию нормативно-правовой базы.

## Санкции
26 июля 2022 года, на фоне вторжения России на Украину, внесён в санкционные списки Великобритании «против российских чиновников, поддерживающих марионеточные администрации Путина на Украине». 19 августа 2022 года внесён в санкционный список Канады «соратников режима которые являются соучастниками агрессии российского режима против Украины». 19 октября 2022 года внесён в санкционные списки Украины за «поддержку незаконного признания т. н. независимости т. н. Донецкой и Луганской Народных Республик и агрессивной войны против Украины».
16 декабря 2022 года, внесён в санкционный список стран Евросоюза за поддержку агрессивной войны против Украины, реализации политики, подрывающую территориальную целостность, суверенитет и независимость Украины. Евросоюз отмечает что Глеб Никитин участвует в незаконной перевозке украинских детей в Россию и их усыновление русскими семьи, при этом действия Глеба Никитина нарушают права украинских детей и украинского права.
24 февраля 2023 года Госдепом США Никитин включён в санкционный список лиц причастных к «осуществлению российских операций и агрессии в отношении Украины, а также к незаконному управлению оккупированными украинскими территориями в интересах РФ», в частности за «призыв граждан на войну в Украине». По аналогичным основаниям находится под санкциями Швейцарии и Австралии.

## Классный чин
Действительный государственный советник Российской Федерации 1 класса.

## Награды и звания
- 2009 — Медаль Ордена «За заслуги перед отечеством» II степени[66]
- 2011 — Победитель VI Национальной премии «Директор года» в номинации «За вклад в развитие института независимых директоров»[67]
- 2014 — Почётное звание «Почётный метролог»
- 2016 — Орден Почёта[68]
- 2018 — Медаль Министерства внутренних дел Российской Федерации «За вклад в укрепление правопорядка»
- 2019 — Орден Дружбы
- 2019 — Медаль Министерства обороны Российской Федерации «За укрепление боевого содружества»
- 2020 — Почетная грамота Президента Российской Федерации
- 2021 — Благодарность Председателя Совета Федерации Федерального Собрания Российской Федерации
- 2021 — знак «Почётный строитель России» Министерства строительства и жилищно-коммунального хозяйства Российской Федерации
- 2021 — Орден преподобного Сергия Радонежского II степени[69]

## Собственность и доходы
Согласно антикоррупционной декларации, за 2015 год Г. С. Никитин заработал около 6,8 млн рублей, ему принадлежат две квартиры площадью 45,6 м² и 56,7 м², жилой дом, автомобили Lada 212140 и «УАЗ Патриот», а также земельный участок площадью 1500 м² и коттедж площадью 148,1 м².

## Семья
Женат с 2003 года. Супруга, Екатерина Сергеевна, — специалист в области корпоративного управления. Дети, близнецы Пётр и Арина (родились 27 мая 2009 года), — школьники.

## Увлечения
В школьные годы мечтал стать океанографом или геологом. Любит сам водить машину. В автопарке представлена отечественная техника: согласно декларации о доходах за 2017 год, в собственности Никитина находятся автомобили ВАЗ 21011 и УАЗ Патриот, а также мотоцикл ЯВА 350/638.
Среди любимых книг называет «Пролетая над гнездом кукушки» и «Порою блажь великая» Кена Кизи, а также «Над пропастью во ржи» Джерома Д. Сэлинджера. Из литературных героев он выделяет таких разных персонажей, как князь Мышкин из «Идиота» Федора Достоевского и полковник Исаев (Штирлиц). Любимый фильм Никитина — «Место встречи изменить нельзя».
Пробовал сочинять стихи, планирует в будущем написать книгу.
Уделяет большое внимание занятиям спортом: по словам Никитина, «без спорта просто нельзя — перестаешь быть работоспособным». Периодически занимается триатлоном, о котором говорит: «Это замечательный вид спорта, развивающий и мозги, и выносливость».
Увлекается футболом и хоккеем. Болеет за ХК «Торпедо» (Нижний Новгород), является председателем правления клуба.

## Публикации
- «Российская газета» статья «ЖКХ и энергетике нужны композиты» // Российская газета, 16.04.2013
- «Российская газета» статья «Станкостроение изменит облик» // Российская газета, 12.03.2013
- «Эксперт Online» статья «Станкостроение — наш приоритет» // Эксперт, июль 2013
- «Эксперт Online» авторская колонка, 8.10.2014